# 朱鑒 (永樂舉人)
朱鑒（？—？），字用明，号简斋，福建晉江(今泉州市)人。明朝政治人物。

## 生平
早年鄉試中舉，授蒲圻教諭。宣德二年，與廬陵知縣孔文英等四十三人以顧佐薦，召於各道觀政，之後升為監察御史，巡按湖廣。正統五年，巡按廣東，奏設欽州守備都指揮。正統七年，因舉薦，升爲山西左參政。明景帝監國時，晉升爲山西布政使，后改右副都御史，山西巡撫。景泰元年，在雁門關，率眾與都指揮李端擊退瓦剌部隊進犯。次年，代替羅通，負責鎮守山西。京師保衛戰勝利后，召佐院事，之後致仕離去。